# Nero Wolfe (serie televisiva 1969)
Nero Wolfe è una serie televisiva italiana in dieci episodi, trasmessa per tre stagioni sulla Rai dal 21 febbraio 1969 al 23 febbraio 1971, diretta da Giuliana Berlinguer. La prima stagione, composta da quattro episodi, andò in onda sul Secondo Programma, mentre la seconda e la terza, composte ciascuna da tre episodi, andò in onda sul Programma Nazionale.

## Trama
La serie era incentrata sulle indagini di Nero Wolfe (Tino Buazzelli), personaggio letterario nato dalla penna dello scrittore Rex Stout, investigatore di origine montenegrina, coadiuvato dal suo assistente Archie Goodwin (Paolo Ferrari), e da Fritz Brenner (Pupo De Luca), cuoco e maggiordomo di casa Wolfe. Con loro, nella risoluzione dei casi, si affiancano il ricorrente Ispettore Cramer (Renzo Palmer e Attilio Cucari nell'ultimo episodio) e gli investigatori privati Orrie Carter, (anziché Cather come nei romanzi, interpretato da Mario Righetti) Saul Panzer (Roberto Pistone) e Fred Durkin (denominato Darkin in un episodio, impersonato da Gianfranco Varetto), occasionalmente al servizio di Wolfe.

## Produzione
Quasi completamente girata in studio e in bianco e nero, le riduzioni e le sceneggiature dei romanzi di Stout furono effettuate da Edoardo Anton per tre episodi, Belisario Randone, Vladimiro Cajoli e la stessa Giuliana Berlinguer per due episodi ciascuno e Margherita Cattaneo per un episodio. Gli episodi erano tutti suddivisi in due puntate (che avevano tutte un titolo a sé stante) ad eccezione dell'ultimo, composto da una puntata. In ciascun episodio la distribuzione del cast era completata da diversi attori ospiti (per lo più interpreti di teatro) che impersonavano i personaggi al centro delle vicende narrate.
Nel corso di un'intervista televisiva, Paolo Ferrari affermò che Rex Stout era stato molto soddisfatto dalla riuscita del programma, indicandolo come esemplare, specie se paragonato alle produzioni americane sul medesimo soggetto. Durante la stessa intervista, Ferrari affermò anche che lo stesso Stout e Giuliana Berlinguer avevano trattato i diritti d'autore in latino.

## Colonna sonora
Nei titoli di testa e di coda, su immagini in esterna di New York, il brano jazz per tromba, pianoforte, batteria ed effetti elettronici fu eseguito da Nunzio Rotondo, mentre la camminata dell'imponente Nero Wolfe era sottolineata dal commento musicale elettronico di Romolo Grano, generando un voluto effetto umoristico.

## Accoglienza
Gli episodi della serie ottennero grande successo di critica e di pubblico; il servizio opinioni della Rai attestò una media di telespettatori oscillante tra i 18 e i 20 milioni per puntata.

## Home video
La serie venne pubblicata dalla Elleu Multimedia nel 2002 in dieci DVD singoli e, in seguito, in due cofanetti della serie "I migliori anni della nostra TV". La Rai rese disponibili in streaming nove dei dieci episodi della serie, ad eccezione di La casa degli attori.

## Episodi
| Stagione         | Episodi | Prima TV  |
| ---------------- | ------- | --------- |
| Prima stagione   | 4       | 1969      |
| Seconda stagione | 3       | 1969-1970 |
| Terza stagione   | 3       | 1971      |